# Эльперин, Юрий Леонидович
Юрий Леонидович Эльперин (24 июня 1917, Давос, Швейцария — 23 сентября 2015, Берлин, ФРГ) — российский переводчик. Участник Великой Отечественной войны.

## Биография
Родился в еврейской семье. Отец — Леонид Яковлевич Эльперин, юрист, на момент рождения сына вместе с семьёй длительное время находился в Швейцарии на лечении. Родной язык Юрия Эльперина — немецкий. В 1922 году семья Эльпериных переехала в Берлин, где отец руководил типографией. Юрий учился в Берлине в народной школе и гимназии. После прихода национал-социалистов к власти в Германии семья Эльпериных была выслана из Германии и проживала сначала в течение двух лет в Париже, но позднее были вынуждены выехать в СССР.
В Москве учился в немецкой школе имени К. Либкнехта, а после её закрытия в 1937 году перешёл в обычную советскую школу. В 1941 году окончил Московский государственный институт иностранных языков, где изучал германистику. Участник Великой Отечественной войны., после нападения фашистской Германии на СССР записался добровольцем на фронт. Вёл допросы военнопленных в Красногорском лагере. Был уволен из армии из-за своего происхождения. Семья Эльпериных проживала в Переделкино. Юрий Эльперин преподавал в родном институте и давал частные уроки, с середины 1950-х годов занимался переводами произведений русской литературы на немецкий язык.
Книги в переводе Эльперина публиковались в издательствах СССР и ГДР. Беспартийный Эльперин был принят в Союз писателей СССР. С 1970-х годов Эльперин сотрудничал с швейцарскими и западногерманскими издательствами и имел возможность выезжать на Запад. Контакты с Германией укрепились в 1990-е годы, Эльперин получил гражданство Германии, ему была назначена в Германии почётная пенсия. В 2000 году Эльперин с супругой переехал в Германию, проживал в Берлине.
Член Союза писателей СССР (1959) и Союза писателей Москвы. С 1962 года жил с семьей в ЖСК «Советский писатель»: 2-я Аэропортовская улица, д. 16, корпус 3 (с 1969: Красноармейская улица, д. 23), затем в д. 21. 

## Награды и премии
- орден Отечественной войны 2-й степени (11.03.1985)
- орден Красной Звезды
- медаль «За трудовое отличие» (22.08.1986)
- другие медали
- Национальная премия ГДР (1975)